# Aanslag in Sousse op 26 juni 2015
Op 26 juni 2015 vond er bij de Tunesische kustplaats Sousse een aanslag plaats waarbij ten minste 39 mensen, voornamelijk toeristen, om het leven kwamen. De aanslag is opgeëist door Islamitische Staat, maar de Tunesische overheid houdt de aan Al Qaida in de Islamitische Maghreb gelieerde splintergroep Okba Ibn Nafaa-brigade verantwoordelijk.
Het was de dodelijkste aanval op toeristen in de Arabische wereld sinds de terroristische aanslag in Luxor in 1997.

## Verloop van de aanslag
Om 11.45 uur wandelde op het strand van Port El Kantaoui bij de stad Sousse, ter hoogte van het hotel Impérial Marhaba, een Tunesiër met een kalasjnikov. De dader had zijn wapen verstopt onder een parasol. Nadat hij het vuur opende maakte hij 38 slachtoffers, voornamelijk toeristen. Hij vervolgde zijn weg naar het hotel waar hij granaten wierp. De dader, de 22-jarige student Seifeddine Rezgui Yacoubi, werd na dertig minuten gedood door veiligheidspersoneel.
Alle kogels waren afkomstig van hetzelfde wapen; de dader had vier magazijnen met patronen. De dader sprak met zijn vader via een mobiele telefoon die hij voor de aanval in de zee wierp; het toestel werd uit de zee opgehaald.
Het ministerie van Binnenlandse Zaken verkondigde dat ze ervan overtuigd waren dat anderen hulp verleenden aan de dader in zijn actie, maar niet direct deelnamen. Naar het schijnt zouden ze de kalasjnikov aangeleverd hebben en de dader begeleid hebben naar de plaats van misdaad.

### Slachtoffers
Achtendertig mensen werden gedood. Het ministerie van Binnenlandse Zaken meldt dat onder de doden zich Tunesiërs, Britten, Ieren, Duitsers en Belgen bevonden. Het merendeel was Brits. Onder de slachtoffers bevond zich Denis Thwaites, een voormalig professioneel voetballer voor Birmingham City FC, die vermoord werd samen met zijn vrouw. Veertig anderen waren gewond.
| Nationaliteit       | Dodelijke slachtoffers | Gewonden | Totaal | Ref.          |
| ------------------- | ---------------------- | -------- | ------ | ------------- |
| Verenigd Koninkrijk | 30                     | 25       | 55     | [ 13 ]        |
| Ierland             | 3                      | 0        | 3      | [ 14 ] [ 15 ] |
| Duitsland           | 2                      | 1        | 3      | [ 16 ] [ 17 ] |
| België              | 1                      | 3        | 4      | [ 18 ]        |
| Rusland             | 1                      | 1        | 2      | [ 19 ] [ 20 ] |
| Portugal            | 1                      | 0        | 1      | [ 21 ] [ 22 ] |
| Tunesië             | 0                      | 7        | 7      | [ 18 ]        |
| Oekraïne            | 0                      | 1        | 1      | [ 23 ]        |
| Onbekend            | 0                      | 1        | 1      | [ 20 ]        |
| Totaal              | 38                     | 39       | 77     | [ 19 ]        |

## Nasleep
Na de aanslag nam Tunesië verschillende maatregelen om de toeristische sector van het land te beschermen. Zo werden duizend extra gewapende agenten ingezet op plaatsen waar veel toeristen komen. Het land besloot tevens ongeveer tachtig moskeeën te sluiten waar extremisme zou worden gepredikt.